# Amelia Long

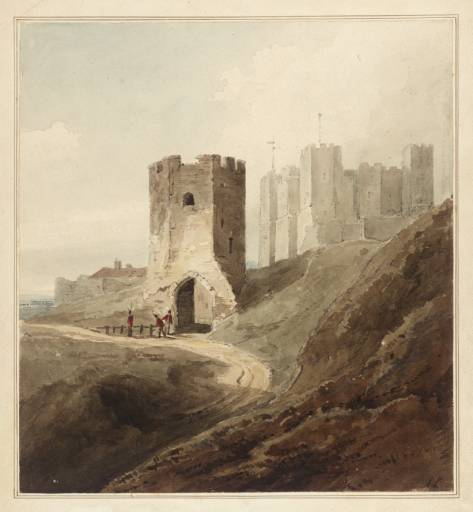
Ilustración del Castillo de Dover, obra de Amelia Long

Amelia Long, Lady Farnborough (1762 - 15 de enero de 1837, Bromley Hill) fue una experta en arte y horticultora británica. Era la hija mayor de Sir Abraham Hume de Wormleybury (Hertfordshire). Se casó el 28 de mayo de 1793 con Charles Long, posteriormente primer Barón Farnborough. Se encargó durante mucho tiempo de cuidar los jardines de Bromley Hill, Kent. Murió sin descendencia y fue enterrada en Wormley (Hertfordshire) en una elaborada tumba obra de Richard Westmacott.